# Festival Internacional de Cine de Berlín de 1982
La 32ª edición del Festival de Cine de Berlín se llevó a cabo del 12 al 23 de febrero de 1982. El Oso de Oro fue otorgado para la cinta española La ansiedad de Veronika Voss dirigida por Rainer Werner Fassbinder.
El Oso de Oro Honorífico (Goldener Ehrenbär) fue entregado por primera vez en esta edición para rendir tributo a importantes figuras del mundo del cine. El premio se entrega a una trayectoria artística excepcional y se entrega al invitado de honor del Homenaje. En esa edición, el Oso de Oro fue entregado a James Stewart.
También se introdujo una nueva sección de Manfred Salzgeber, rebautizada como Panorama en 1986. La retrospectiva fue dedicada al director alemán Curtis Bernhardt llamada Insurrection of Emotions junto a los partidos para niños durante la década de los 50, 60 y 70 em colaboración con DEFA.

## Jurado
Las siguientes personas fueron escogidas para el jurado de esta edición:
- Joan Fontaine, actriz (EE. UU.) - Presidente
- Vladimir Baskakov, cineasta y escritor soviético
- Brigitte Fossey, actriz (Francia)
- Joe Hembus, crítico de cine (RFA)
- László Lugossy, director (Hungría)
- Gian Luigi Rondi, crítico de cine (Italia)
- Helma Sanders-Brahms, director, guionista y productor (RFA)
- Mrinal Sen, director, guionista y productor (India)
- David Stratton, crítico de cine (Australia)

## Películas en competición
La siguiente lista presenta a las películas que compiten por Oso de Oro:
| Título en español                            | Título original                 | Director(es)             | País         |
| -------------------------------------------- | ------------------------------- | ------------------------ | ------------ |
| Ausencia de malicia                          | Absence of Malice               | Sydney Pollack           | EE. UU.      |
| An Unsuitable Job for a Woman                | An Unsuitable Job for a Woman   | Chris Petit              | Reino Unido  |
| Beyroutou el lika                            | Beyroutou el lika               | Borhane Alaouié          | Líbano       |
| Bürgschaft für ein Jahr                      | Bürgschaft für ein Jahr         | Herrmann Zschoche        | RFA          |
| Eine deutsche Revolution                     | Eine deutsche Revolution        | Helmut Herbst            | RFA          |
| Saraba itoshiki daichi                       | Saraba itoshiki daichi          | Mitsuo Yanagimachi       | Japón        |
| La chica del pelo rojo                       | Het meisje met het rode haar    | Ben Verbong              | Países Bajos |
| The Killing of Angel Street                  | The Killing of Angel Street     | Donald Crombie           | Australia    |
| L'amour des femmes                           | L'amour des femmes              | Michel Soutter           | Suiza        |
| Longing for My Native Country                | 乡情                            | Hu Bingliu, Wang Jin     | China        |
| El marqués del Grillo                        | Il Marchese del Grillo          | Mario Monicelli          | Italia       |
| Muzhiki!                                     | Muzhiki!                        | Iskra Babich             | URSS         |
| Tzlila Chozeret                              | צלילה חוזרת                     | Shimon Dotan             | Israel       |
| Réquiem                                      | Réquiem                         | Zoltán Fábri             | Hungría      |
| Romanze mit Amelie                           | Romanze mit Amelie              | Ulrich Thein             | RDA          |
| Dreszcze                                     | Dreszcze                        | Wojciech Marczewski      | Polonia      |
| El asesino cándido                           | Den Enfaldige Mördaren          | Hasse Alfredson          | Sweden       |
| Une étrange affaire                          | Une étrange affaire             | Pierre Granier-Deferre   | Francia      |
| La ansiedad de Veronika Voss                 | Die Sehnsucht der Veronika Voss | Rainer Werner Fassbinder | West Germany |
| Nihon no atsui hibi bôsatsu: Shimoyama jiken | 日本の熱い日々 謀殺・下山事件   | Kei Kumai                | Japan        |

### Out of Competition
| Título en español                        | Título original                          | Director(es)           | País    |
| ---------------------------------------- | ---------------------------------------- | ---------------------- | ------- |
| Mil millones                             | Mille milliards de dollars               | Henri Verneuil         | Francia |
| La marca de la mariposa                  | Butterfly                                | Matt Cimber            | EE. UU. |
| Coup de torchon                          | Coup de torchon                          | Bertrand Tavernier     | Francia |
| Großstadtzigeuner                        | Großstadtzigeuner                        | Irmgard von zur Mühlen | RFA     |
| Feine Gesellschaft - beschränkte Haftung | Feine Gesellschaft - beschränkte Haftung | Ottokar Runze          | RFA     |
| Kraftprobe                               | Kraftprobe                               | Heidi Genée            | RFA     |
| Liebeskonzil                             | Liebeskonzil                             | Werner Schroeter       | RFA     |
| Mi vida es mía                           | Whose Life Is It Anyway?                 | John Badham            | EE. UU. |

## Retrospectiva y Homenaje
Las siguientes películas estaban incluidas en la retrospectiva "Insurrection of Emotions: Curtis Bernhardt":
| Título en español                 | Título original                   | Director(s)      | País                 |
| --------------------------------- | --------------------------------- | ---------------- | -------------------- |
| A Stolen Life                     | A Stolen Life                     | Curtis Bernhardt | EE. UU.              |
| Beau Brummell                     | Beau Brummell                     | Curtis Bernhardt | Reino Unido, EE. UU. |
| Retorno al abismo                 | Conflict                          | Curtis Bernhardt | EE. UU.              |
| Das letzte Fort                   | Das letzte Fort                   | Curtis Bernhardt | Alemania             |
| Der Mann, der den Mord beging     |                                   | Curtis Bernhardt | Alemania             |
| Der Rebell                        |                                   | Curtis Bernhardt | Alemania             |
| Der Tunnel                        |                                   | Curtis Bernhardt | Alemania             |
| Predilección                      | Devotion                          | Curtis Bernhardt | EE. UU.              |
| Die Frau, nach der man sich sehnt | Die Frau, nach der man sich sehnt | Curtis Bernhardt | Alemania             |
| Die letzte Kompagnie              |                                   | Curtis Bernhardt | Alemania             |
| Die Waise von Lowood              |                                   | Curtis Bernhardt | Alemania             |
| Gaby                              | Gaby                              | Curtis Bernhardt | EE. UU.              |
| Muro de tinieblas                 | High Wall                         | Curtis Bernhardt | EE. UU.              |
| Melodía interrumpida              | Interrupted Melody                | Curtis Bernhardt | EE. UU.              |
| Juke Girl                         |                                   | Curtis Bernhardt | EE. UU.              |
| Kinderseelen klagen euch an       | Kinderseelen klagen euch an       | Curtis Bernhardt | Alemania             |
| Besos para mi presidente          | Kisses for My President           | Curtis Bernhardt | EE. UU.              |
| Lady with Red Hair                |                                   | Curtis Bernhardt | EE. UU.              |
| Le Tunnel                         | Le Tunnel                         | Curtis Bernhardt | Francia, Alemania    |
| Million Dollar Baby               | Million Dollar Baby               | Curtis Bernhardt | EE. UU.              |
| La bella del Pacífico             | Miss Sadie Thompson               | Curtis Bernhardt | EE. UU.              |
| De nuevo el amor                  | My Love Came Back                 | Curtis Bernhardt | EE. UU.              |
| Mi reputación                     | My Reputation                     | Curtis Bernhardt | EE. UU.              |
| La egoísta                        | Payment on Demand                 | Curtis Bernhardt | EE. UU.              |
| Amor que mata                     | Possessed                         | Curtis Bernhardt | EE. UU.              |
| Schinderhannes                    | Schinderhannes                    | Curtis Bernhardt | Alemania             |
| Siroco                            | Sirocco                           | Curtis Bernhardt | EE. UU.              |
| No estoy sola                     | The Blue Veil                     | Curtis Bernhardt | EE. UU.              |
| The Doctor and the Girl           |                                   | Curtis Bernhardt | EE. UU.              |

Las siguientes películas estaban incluidas en la retrospectiva "Cine infantil de Alemania": 
| Título en español             | Título original               | Director(s)                | País |
| ----------------------------- | ----------------------------- | -------------------------- | ---- |
| Corazón de piedra             | Das kalte Herz                | Paul Verhoeven             | RFA  |
| Das Pferdemädchen             | Das Pferdemädchen             | Egon Schlegel              | RFA  |
| Der tapfere Schulschwänzer    | Der tapfere Schulschwänzer    | Heiner Carow               | RFA  |
| Die Fahrt nach Bamsdorf       | Die Fahrt nach Bamsdorf       | Klaus Georgi y Otto Sacher | RFA  |
| Die Reise nach Sundevit       | Die Reise nach Sundevit       | Heiner Carow               | RFA  |
| Die Söhne der großen Bärin    | Die Söhne der großen Bärin    | Josef Mach                 | RFA  |
| Ehret die Frauen              | Ehret die Frauen              | Klaus Georgi y Otto Sacher | RFA  |
| Ikarus                        | Ikarus                        | Heiner Carow               | RFA  |
| Mohr und die Raben von London | Mohr und die Raben von London | Helmut Dziuba              | RFA  |
| Philipp, der Kleine           | Philipp, der Kleine           | Herrmann Zschoche          | RFA  |
| Sie nannten ihn Amigo         | Sie nannten ihn Amigo         | Heiner Carow               | RFA  |
| Vater als Studienhilfe        | Vater als Studienhilfe        | Otto Sacher                | RFA  |
| Vaters große Liebe            | Vaters große Liebe            | Klaus Georgi               | RFA  |
| Vater und die Mathematik      | Vater und die Mathematik      | Otto Sacher                | RFA  |
| Wie heiratet man einen König? | Wie heiratet man einen König? | Rainer Simon               | RFA  |

Las siguientes películas estaban incluidas en el homenaje dedicado a James Stewart: 
| Título en español                    | Título original                  | Director(s)     | País    |
| ------------------------------------ | -------------------------------- | --------------- | ------- |
| Anatomía de un asesinato             | Anatomy of a Murder              | Otto Preminger  | EE. UU. |
| Nacida para la danza                 | Born to Dance                    | Roy Del Ruth    | EE. UU. |
| Yo creo en ti                        | Call Northside 777               | Henry Hathaway  | EE. UU. |
| Arizona                              | Destry Rides Again               | George Marshall | EE. UU. |
| Qué bello es vivir                   | It's a Wonderful Life            | Frank Capra     | EE. UU. |
| Música y lágrimas                    | The Glenn Miller Story           | Anthony Mann    | EE. UU. |
| El hombre que mató a Liberty Valance | The Man Who Shot Liberty Valance | John Ford       | EE. UU. |
| Colorado Jim                         | The Naked Spur                   | Anthony Mann    | EE. UU. |
| Historias de Filadelfia              | The Philadelphia Story           | George Cukor    | EE. UU. |
| El bazar de las sorpresas            | The Shop Around the Corner       | Ernst Lubitsch  | EE. UU. |
| El héroe solitario                   | The Spirit of St. Louis          | Billy Wilder    | EE. UU. |
| La historia de Stratton              | The Stratton Story               | Sam Wood        | EE. UU. |
| Winchester '73                       | Winchester '73                   | Anthony Mann    | EE. UU. |

## Palmarés
Los siguientes premios fueron entregados por el jurado profesional:
- Oso de Oroː La ansiedad de Veronika Voss de Rainer Werner Fassbinder
- Oso del Plata, Gran Premio del Jurado: Dreszcze de Wojciech Marczewski
- Oso de Plata a la mejor dirección: Mario Monicelli por El marqués del Grillo
- Oso de Plata a la mejor interpretación femenina: Katrin Saß por Bürgschaft für ein Jahr
- Oso de Plata a la mejor interpretación masculina: 
  - Michel Piccoli por Une étrange affaire
  - Stellan Skarsgård por El asesino cándido
- Oso de Plata a una carrera: Zoltán Fábri por Réquiem
- Mención especial:
  - Muzhiki!
  - Ausencia de malicia
  - The Killing of Angel Street

### Oso de Oro Honorífico
- James Stewart

### Premios independientes
- Premio FIPRESCI: Dreszcze de Wojciech Marczewski